# Der doppelte Fantasio
Der doppelte Fantasio (OT: La mauvaise tête) ist ein Comic der Reihe Spirou und Fantasio, der von dem belgischen Comiczeichner André Franquin gezeichnet und getextet wurde. Der achte Band der Reihe wurde von Mai bis Dezember 1954 erstmals im Magazin Spirou veröffentlicht.

## Handlung
Spirou besucht seinen Freund Fantasio, der total genervt ist, da ihm sechs Passbilder abhandengekommen sind. Als die beiden wenig später Jokari spielen und Fantasio den Ball versehentlich über den Zaun schlägt geht Spirou ihn im Gebüsch suchen. Dabei findet er eines der Passbilder denkt sich aber nichts dabei. Als Spirou später am Abend in der Stadt ist, hört er Hilferufe aus einem Juweliergeschäft. Der Verkäufer wurde niedergeschlagen und es wurden zwanzig Golduhren gestohlen. Kurz nachdem die Polizei eintrifft taucht auch Fantasio auf. Dieser sagt, er hätte einen Anruf von Spirou bekommen und wäre daraufhin sofort zum Juwelier gefahren. Spirou hat ihn jedoch nicht angerufen. Der Verkäufer erkennt Fantasio als den Täter wieder, doch dieser kann sich vorerst rausreden, sodass er nicht festgenommen wird. Kurz darauf sieht Spirou Fantasio im Fernsehen bei der Übergabe der Goldmaske der Etchetete ans Historische Museum. Kurz nachdem Professor Wulf Wulffen die Maske aus der Schachtel genommen hat, drängelt sich Fantasio ins Bild und reißt dem Professor die Maske aus der Hand und flüchtet.
Am nächsten Tag möchte Spirou Fantasio besuchen, doch dieser kommt gerade erst mit dem Auto wieder, da der Redakteur einen amerikanischen Wochenzeitschrift angerufen hatte und Fantasio um eine Reportage bat. Dieser fuhr sofort los doch angekommen musste er feststellen, dass es die Adresse die der Mann angegeben hatte, nicht gibt. Von dem Diebstahl im Museum, den er angeblich begangen hat, weiß er nichts. Kurz darauf taucht die Polizei bei Fantasio auf und möchte ihn wegen des Vorfalls im Museum festnehmen, doch Fantasio flüchtet. Spirou macht sich Gedanken, denn er kann nicht glauben, dass sein Freund Fantasio ein Dieb ist. Das erste was Spirou in den Sinn kommt, ist das Fantasio hypnotisiert wurde. Spirou verdächtigt Fantasios neuen Nachbarn, mit dem er ihn in der Stadt gesehen hat, den Fantasio aber, seiner Aussage nach, noch nie getroffen hat. Spirou durchsucht das Haus des Nachbarn und findet eine hautfarbene Masse und eine Gipsbüste von Fantasios Kopf. Das lässt auf eine Gummimaske schließen, die benutzt wurde um als Fantasio die Diebstähle zu begehen. In der ersten Etage sieht er einen US-amerikanischen Koreaner mit der Goldmaske, doch dieser entkommt und Spirou findet den Nachbarn von Fantasio auf dem Boden liegend. Dieser erzählt er wäre Bildhauer und hätte die Gummimaske für den Koreaner und seinen Komplizen hergestellt. Der Bildhauer schlägt Spirou nieder, damit er ihn nicht zur Polizei bringt und hinterlässt eine Nachricht, auf der steht, dass der US-amerikanischen Koreaner und sein Komplize wahrscheinlich in der Schinderstraße 27 in Lachberg sind.
Spirou findet im Kofferraum seines Autos Fantasio, der sich dort vor der Polizei versteckt hielt. Die beiden möchten nun nach Lachberg fahren, um die Gummimaske zu holen und so Fantasios Unschuld beweisen. Da die Polizei Fantasios Wagen entdeckt hat, muss Fantasio mit dem Zug weiter nach Mittelfeld fahren. Dort soll Spirou ihn abholen und mit ihm nach Lachberg fahren. Doch er wird am Bahnhof erkannt und so kann die Polizei ihm nach Mittelfeld folgen. Als Spirou in Mittelfeld ankommt, bemerkt er, dass Mittelfeld Etappenstadt der Tour de France (im Heft Tour des Südens genannt) ist. Spirou versteckt Fantasio zunächst und beim Rennstart fährt Fantasio mit den Radlern die Etappe, da er so am wenigsten auffällt. Die Strecke ist zu anstrengend für den untrainierten Fantasio und so nimmt er eine Abkürzung rückwärts fahrend den Berg herunter und kommt so als erster ins Ziel. Fantasio wird danach durch die Polizei geschnappt, Spirou kann noch flüchten. Er fährt zu der Adresse in Lachberg und findet dort im Gebüsch den gefesselten Chinesen. Im Haus findet er den Komplizen Zantafio (bekannt aus Eine aufregende Erbschaft und Champignons für den Diktator), der den Chinesen fesselte, da er nicht teilen wollte. Spirou verfolgt ihn, doch dieser kann sich in einer Hütte verbarrikadieren. Er versucht Spirou zu überlisten, indem er die Gummimaske mit Gas aufpumpt und die Tasche mit der Maske unten dranhängt. Der bemerkt den Ballon, der außen am Haus schwebt und versucht diesen herunterzuziehen, doch dabei reißt das Seil und der Ballon schwebt davon. Spirou verfolgt ihn, bis er herunterfällt. Die Gummimaske und die Tasche fallen auf einen Felsvorsprung zu dem Spirou klettert. Er schafft es die Tasche zu greifen, doch er stürzt ab und bleibt am Fuß des Bergs liegen. Drei Monate später ist Fantasio mitten in seinem Gerichtsprozess, doch sein Anwalt schafft es den Prozess um acht Tage zu verschieben. Währenddessen liegt Spirou in einer Privatklinik und hat sein Gedächtnis verloren. Bei dem Anblick eines Ballons fällt ihm alles wieder ein.
Zum Glück hat man die Tasche und die Maske auch gefunden und mitgenommen. Er macht sich sofort auf den Weg zum Gericht um Fantasio zu retten. Um den Richter zu überzeugen, geht er mit der Fantasio-Maske in den Gerichtssaal und Fantasio wird freigesprochen.

## Hintergrund
Für seine Idee, einen Teil der Verfolgungsjagd während der Tour de France spielen zu lassen, konnte sich Franquin leicht begeistern lassen: Die Idee war einfach gut, einen Kriminalfall während eines solchen Rennens ablaufen zu lassen. Ich finde das praktisch, um unentdeckt zu bleiben. Außerdem bot die Kulisse der größten Radrennens der Welt, der Tour de France, dem Zeichner die Möglichkeiten für komische Momente, etwa mit der Szene, in der Fantasio das defekte Fahrrad rückwärts einen Bergabhang hinunter steuert, oder dem Finale des Rennens samt hysterischem Sportreporter, der im Eifer sein Mikrofon verschluckt.

## Veröffentlichung im Carlsen Verlag
In der Ausgabe des Jahres 2003 gibt es noch die Zusatzgeschichte Schutzengel der Rotkehlchen über das Marsupilami.
Auf den letzten Seiten sind zusätzlich noch drei Titelbilder des Heftes Spirou, eine Geschichte die einer Broschüre als Werbung für das Magazin beilag und eine Geschichte mit Spirou die Franquin anlässlich eines Gewinnspiels der Margarinenmarke Brabantia als Werbung veröffentlichte.

## Sonstiges
Franquin wollte, nachdem die vorherigen Geschichten von Spirou und Fantasio an eher exotischen Schauplätzen gespielt haben, eine reine Krimigeschichte machen. Er selbst urteilte jedoch in einem Interview: Ich wollte eine Art Kriminalroman schreiben, das ist mir aber misslungen.